# Kensington i Chelsea
Kensington i Chelsea és un districte londinenc, Regne Unit, amb estatus de districte Reial. És a la part oest de l'àrea coneguda com a Central London.
És una àrea urbana i en el cens de 2001 fou la localitat amb major densitat del Regne Unit amb una població de 158.919 i 13.244 per km² en una àrea d'uns 12 km².
El districte es troba a l'oest del districte de Ciutat de Westminster, cor del modern Londres, i conté un substancial nombre de serveis com museus i universitats, i és la seu dels centres comercials més coneguts del món: Harrods. I a més també té de les àrees residencials més exclusives, tant dels districtes de Londres com d'arreu del món.